# Raab-Katzenstein
Raab-Katzenstein va ser una empresa alemanya fabricant d'aeronaus que tenia la seva base a Kassel.

## Història
El personatge principal de l'empresa era el seu dissenyador Gerhard Fieseler.Passada la Primera Guerra Mundial, va retornar a treballar en la impressió, però anhelava retornar al vol. L'any 1926, va tancar la botiga d'impressió que tenia a Eschweiler i es va convertir en instructor de vol amb Raab-Katzenstein, perfeccionant les seves habilitats de vol i esdevenint un acomplert pilot d'acrobàcies. El 1927, va realitzar una rutina particularment perillosa a Zürich i va començar a demanar més diners per les seves aparicions. Durant el 1928, va dissenyar el seu propi avió acrobàtic, el Fieseler F1, construït a finals dels anys 20 per Raab-Katzenstein amb el nom de Raab-Katzenstein RK-26 Tigerschwalbe. El model va ser ofert i venut a una empresa sueca anomenada AB Svenska Järnvägsverkstädernas Aeroplanavdelning (ASJA), que va construir 25 unitats per la Força Aèria Sueca a principis dels anys 30.
El 1930, Raab-Katzenstein estava en fallida, i Fieseler va decidir provar sort en solitari. Utilitzant els diners estalviats dels seus vols acrobàtics, va comprar la fàbrica de planadors de Segelflugzeugbau Kassel i la va rebatejar amb el nom de Fieseler Flugzeugbau.

## Aeronaus
Dades de Aviació alemanya 1919-1945
- KL.1 Schwalbe
- RK.2 Pelikan
- RK.6 Kranich
- RK.7 Schmetterling
- RK.8 Marabu
- RK.9 Grasmücke
- RK.22 Ente
- RK.25 Ruhrland
- RK.26 Tigerschwalbe
- RK.27
- RK.29 Deutsche Motte